# Rio Cuminapanema
Rio Cuminapanema är ett vattendrag i Brasilien.   Det ligger i delstaten Pará, i den centrala delen av landet, 1 800 km norr om huvudstaden Brasília.
I omgivningarna runt Rio Cuminapanema växer i huvudsak städsegrön lövskog. Trakten runt Rio Cuminapanema är nära nog obefolkad, med mindre än två invånare per kvadratkilometer.